# 박동형
박동형(朴東亨, 1695년 7월 3일 ~ 1739년 2월 13일)은 조선 후기의 문신이며 공신이다.

## 생애
박동형은 1695년생으로 충주 박씨의 19세손이다. 그도 지파조이지만 그가 소속한 참판공파의 파조 박충함의 9대손이다. 박세량(1657-1724)과 공인 개성 차씨 사이에서 태어났는데, 현령, 찰방과 예조정랑을 지내고 문과의 병과에 합격한 큰아버지 박세화(1652-1700)에게 입양되었다. 1728년에 이인좌의 난이 실패한 후, 반란자인 박필현(朴弼顯)과 그의 아들 박사제(朴師濟)가 상주에서 숨고 있었다가 그때 파총(把摠)이였던 박동형이 찾아내었다.
이인좌의 난을 진압하는 데 공(功)을 세우니 영조가 그를 분무공신(奮武功臣) 3등으로 삼고 충원군(忠原君)으로 봉하였다.

### 공신으로 책훈된 후 생애
분무공신 3등으로 책훈(冊勳)된 직후 가선대부(嘉善大夫) 첨지중추부사(僉知中樞府事)로 임명되었다.
그후에는 동지중추부사(同知中樞府事), 오위장(五衛將)과 충무위 대호군(忠武衛 大護軍) 으로 임명되었다. 영조는 그와 신길만(申吉萬)을 과거 시험을 볼때 초시를 면하는것을 허가하였지만 한국역대인물 종합정보시스템에는 그들의 이름이 안 나와서 급제했는지 확실하지 않다. 박동형은 1733년 10월에 광양현감(光陽縣監)으로 제수되었으니 1728년으로부터 1733년 사이에 급제하였을 확률이 있다.
광양현감을 지낼때, 1733년에는 그가 분무공신 2등인 낙안군수(樂安郡守) 이만유(李萬囿)와 함께 전세(田稅)를 받아들이지 않아서 체포되었다. 하지만 공신들이라는 이유로 그 당시 영의정이였던 심수현(沈壽賢)은 그들의 죄를 경감(輕減) 해야된다고 주장하여 장형(杖刑)을 면하였다. 장형을 피할 수 있었지만, 박동형이 사망한 후 1744년에는 그가 소나무 밭에게 불을 내어 광양현감으로부터 파직되었다는 것이 언급되다.
그의 공으로 인하여 양아버지 박세화는 순충보조공신(純忠補祚功臣)으로 증직하여 예조판서(禮曹判書) 겸 지의금부춘추관사(知義禁府春秋館事)와 오위 도총부 도총관(五衛 都摠府 都摠管)으로 증직되고 덕은군(德恩君)으로 봉작되고 증조할아버지 박거(朴㩮)까지 추증되었다.
박동형은 공신이 되고 봉작된 후에도 시골인 상주에 살아서 생계와 조정과의 협동이 쉽지 않았던 것을 추측 할 수 있다. 조정이 분무공신들을 녹훈한 후, 박동형을 가자(加資)하고, 녹봉(祿俸) 지급, 등이 병세와 고향과 서울에 거리때문에 어려웠다. 4월 29일, 분무공신들을 책훈한 3일 후에는 이조는 그의 생활형편이 분명하지 않아서 가자에 대해서 하비(下批)는 지연되었다. 12월에는 대사간 홍경보(洪景輔)가 박동형이 고향에 너무 오래동안 내려가 있어서 오위장으로부터 교체하는 것을 권했다. 박동형의 곤란한 생활형편은 승정원일기에서 몇번 언급되다. 1729년 3월에는 형조판서 서명균(徐命均)이 영조에게 조정이 박동형을 소홀하게 사여(賜與)했다고 아뢰었다. 영조는 이것을 듣고 동의하여 물품을 제대로 사급(賜給)하라고 명하였다. 두달 후에는 우의정 이태좌(李台佐)가 비슷한 주제를 언급했다. 조정이 박동형과 분무공신 2등인 언성군(彦城君) 김중만(金重萬)의 공훈에게 제대로 보답하지 않았서 이인좌의 난의 역적(逆賊)들의 전민(田民)을 그들에게 나누어 주는 것을 요청하였고 영조는 이것을 허가하였다.
1739년에 사망한 후 공조판서(工曹判書) 겸 지의금부사(知義禁府事)과 오위 도총관(五衛 都摠管)으로 증직되었다.

## 가족 관계
- 조부 : 박문창(朴文昌), 증 좌승지 겸 참찬관[23]
  - 아버지 : 박세량(朴世良), 통덕랑
  - 양아버지 : 박세화(朴世華), 문과 급제자[2]. 예조정랑, 찰방
- 외조부 : 차유진(車有進)[24], 흥해군수(興海郡守) 손지(孫志)[25][26]
  - 어머니 : 공인 개성 차씨(恭人 開城 車氏)
  - 양어머니 : 증 정부인 구례 손씨(贈 貞夫人 求禮 孫氏)
    - 장인 : 노이공(盧以恭), 현령
      - 처 : 정부인 경주 노씨(貞夫人 慶州 盧氏)
        - 장남 : 박완신(朴完臣, 1722 - 1789), 충좌위 부사과(忠佐衛 副司果)[27]
          - 양손자 : 박중목(朴重穆, 1740 - 1831)[28]
          - 손자 : 박중악(朴重岳, 생몰년 미상)
          - 손자 : 박중수(朴重琇, 생몰년 미상)
          - 손녀 : 이영종(李榮宗, 생몰년 미상)에게 출가.
          - 손녀 : 홍신범(洪信範, 생몰년 미상)에게 출가.

        - 사위 : 이희제(李羲濟, 1708(선종 1)년생, 몰년 미상) 덕양군의 8세손.
        - 사위 : 여동임(呂東霖, 생몰년 미상)
        - 사위 : 신광일(申光一, 생몰년 미상)
        - 사위 : 김복노(金復魯, 생몰년 미상)
        - 사위 : 신정권(申正權, 생몰년 미상)
        - 사위 : 김준(金儁, 생몰년 미상)